# Шёнфельдер, Макс Герд
Макс Герд Шёнфельдер (нем. Max Gerd Schönfelder; 27 апреля 1936, Кёттевиц, ныне в составе города Дона — 21 ноября 2000, Дрезден) — немецкий музыковед и музыкальный администратор.
Изучал музыковедение в Дрезденской консерватории, Гумбольдтовском университете и др. Стажировался также в Пекине, изучая пекинскую оперу, и стал одним из основоположников этномузыковедения в ГДР.
С 1968 г. возглавлял отделение культурологии в Лейпцигском университете. С 1972 г. проректор Дрезденской Высшей школы музыки имени Карла Марии фон Вебера, в 1980—1984 гг. её ректор.
В 1984 г. стал первым руководителем (интендантом) дрезденской Оперы Земпера, наконец восстановленной после разрушений Второй мировой войны, и руководил театром до 1990 г. Об этом периоде своей работы написал воспоминания «Мои годы с Оперой Земпера» (нем. Meine Jahre mit der Semperoper; опубл. 2002). Опубликовал также монографию «К теории и практике музыкальной критики» (нем. Zu Theorie und Praxis der Musikkritik; 1982), сборник материалов, посвящённых своему предшественнику во главе Дрезденской школы музыки и Оперы Земпера Зигфриду Кёлеру (нем. Siegfried Köhler für Sie porträtiert; 1984), сборник театральных анекдотов «Входит канцлер: Из оперного дневника» (нем. Der Kanzler kommt! Aus einem Opertagebuch; 1999).